# Visto
Un visto (también conocido como marca de verificación, tic, verificación, marca de cotejo, chequeado, comprobado, señal de cotejo, marca de comprobación, revisado, paloma, chulo, tick o check en inglés) es una marca (✓, ✔, ☑, etc.) usada para indicar el concepto de "sí" para indicar que "sí, ha sido verificado" y también, "sí, es la respuesta correcta". Es opuesta a la cruz a pesar de que la cruz también puede ser positiva (como en los votos en papel).
En algunos países europeos tales como Finlandia y Suecia, el visto puede ser usado como una marca de error y, por consiguiente, indica "no" en vez de "sí". En Japón y Corea, una "◯", también conocida como "丸印" marujirushi, se usa  para indicar "sí" en vez del visto. Un visto coloreado como un arcoíris fue utilizado como  logo de Amiga en el periodo de Commodore International (1985-1994).

## Historia
La historia de este símbolo no posee un origen claro. Según especialistas en historia, el origen de este símbolo puede encontrarse en la Antigua Roma, cuando las personas marcaban elementos en las listas con una letra V, que en latín sería veritas (verdad). Otras versiones sitúan a los griegos como inventores de símbolos de aprobación y rechazo.

## Denominación en español
A pesar de que no existe una traducción oficial al español del nombre de este símbolo, Fundeu propuso dos alternativas para adaptar su nombre como tic o marca. De acuerdo con el diccionario de americanismos, chulo es un modismo usado principalmente en Colombia así como paloma es comúnmente utilizado en México.

## Usos
En general, en diversos formularios impresos se incluyen cuadros o espacios donde marcar con un visto si se ha comprobado o se ha revisado determinado elemento que compone el formulario. Esto último también es aplicable a la informática con la existencia de la casilla de verificación la cual se presenta con un cuadro vacío que, en el momento de dar un clic sobre él, pasa a ser rellenado con un visto.
En algunas aplicaciones móviles, la marca de ✔ significa leído o verificado. Tal es el caso de WhatsApp, Telegram y Facebook donde se utiliza como una manera de fácil comprensión visual que indica que el mensaje ha sido leído y visto pero sin respuesta alguna de por medio.

## Vistos en Unicode
Unicode provee varios símbolos relacionados, incluyendo:
| Símbolo | Código Unicode (Hex) |
| ------- | -------------------- |
| ⍻       | U+237B               |
| ☐       | U+2610               |
| ☑       | U+2611               |
| ✅      | U+2705               |
| ✓       | U+2713               |
| ✔       | U+2714               |